# Channel Islands, Falklandsöarna
Channel Islands är öar i territoriet Falklandsöarna (Storbritannien). De ligger i den västra delen av ögruppen, 230 km väster om huvudstaden Stanley.